# Vlastimil Kula
Vlastimil Kula (* 10. srpna 1963) je bývalý český fotbalista, útočník.
Jeho dvojčetem je fotbalový reprezentant Karel Kula. Po skončení aktivní kariéry trénuje na regionální úrovni.

## Fotbalová kariéra
V mládežnických kategoriích hrál za Slavoj Český Těšín a TŽ Třinec. V lize hrál za Baník Ostrava a v době vojenské služby za Duklu Banská Bystrica. Reprezentoval Československo na mistrovství světa do 20 let v roce 1983 v Mexiku, kde dal 2 góly.